# Anoplodactylus hokkaidoensis
Anoplodactylus hokkaidoensis is een zeespin uit de familie Phoxichilidiidae. De soort behoort tot het geslacht Anoplodactylus. Anoplodactylus hokkaidoensis werd in 1954 voor het eerst wetenschappelijk beschreven door Utinomi. 